# エドワード・ドーキンス
エドワード・ドーキンス（Edward Dawkins、1989年7月11日 - ）または、エディー・ドーキンス（Eddie Dawkins）は、ニュージーランドの、自転車競技（トラックレース）選手。

## 来歴
2005年
- オセアニア自転車競技選手権・ジュニア部門　チームスプリント 優勝（+ エリジャ・メイ、サイモン・ヴァン・ヴェルトホーヴェン）

2007年
- ニュージーランド選手権・ジュニア部門
  - 1kmタイムトライアル 優勝
  - チームスプリント 優勝
- ジュニア世界選手権自転車競技大会・1kmタイムトライアル 2位

2010年
- UCIトラックワールドカップ2009-2010
  - 北京・スプリント 優勝
- ニュージーランド選手権
  - 1kmタイムトライアル 優勝
  - スプリント 優勝
- コモンウェルスゲームズ
  - チームスプリント 2位
  - 1kmタイムトライアル 3位

2012年
- 世界選手権・チームスプリント 3位

2013年
- UCIトラックワールドカップ2012-2013
  - アグアスカリエンテス・チームスプリント 優勝（+ マシュー・アーチバルド、イーサン・ミッチェル、サム・ウェブスター）
- 世界選手権・チームスプリント 2位
- UCIトラックワールドカップ2013-2014
  - アデレード・チームスプリント 優勝（+ マシュー・アーチバルド、サム・ウェブスター）

2014年
- 世界選手権・チームスプリント 優勝（+ サム・ウェブスター、イーサン・ミッチェル）